# Cascade (Wisconsin)
Cascade ist eine Gemeinde (mit dem Status „Village“) im Sheboygan County im US-amerikanischen Bundesstaat Wisconsin. Im Jahr 2010 hatte Cascade 709 Einwohner.

## Geografie
Cascade liegt im Südosten Wisconsins beiderseits des North Branch Milwaukee River, der über den Milwaukee River zum Einzugsgebiet des Michigansees gehört.
Die geografischen Koordinaten von Cascade sind 43°39′30″ nördlicher Breite und 88°00′25″ westlicher Länge. Das Gemeindegebiet erstreckt sich über eine Fläche von 2,12 km² und wird von der Town of Lyndon umgeben, ohne dieser anzugehören.
Nachbarorte von Cascade sind Plymouth (11,7 km nordnordöstlich), Waldo (5,3 km ostnordöstlich), Hingham (8,9 km ostsüdöstlich), Adell (8,3 km südöstlich), Random Lake (16,3 km südsüdöstlich) und Batavia (9 km südsüdwestlich).
Die nächstgelegenen größeren Städte sind Green Bay (112 km nördlich), Appleton (102 km nordnordwestlich), Wisconsins Hauptstadt Madison (148 km südwestlich), Wisconsins größte Stadt Milwaukee (77 km südlich) und Chicago in Illinois (223 km in der gleichen Richtung).

## Verkehr
Der Wisconsin State Highway 28 verläuft in Nordost-Südwest-Richtung als Hauptstraße durch Cascade. Alle weiteren Straßen sind untergeordnete Landstraßen, teils unbefestigte Fahrwege sowie innerörtliche Verbindungsstraßen.
Mit dem Sheboygan County Memorial Airport befindet sich 21,2 km nordöstlich ein kleiner Flugplatz. Die nächsten Verkehrsflughäfen sind der Austin Straubel International Airport in Green Bay (117 km nördlich) und der Milwaukee Mitchell International Airport in Milwaukee (86,5 km südlich).

## Bevölkerung
Nach der Volkszählung im Jahr 2010 lebten in Cascade 709 Menschen in 274 Haushalten. Die Bevölkerungsdichte betrug 334,4 Einwohner pro Quadratkilometer. In den 274 Haushalten lebten statistisch je 2,59 Personen.
Ethnisch betrachtet setzte sich die Bevölkerung zusammen aus 97,7 Prozent Weißen, 0,4 Prozent Afroamerikanern, 0,3 Prozent amerikanischen Ureinwohnern, 0,4 Prozent Polynesiern sowie 0,7 Prozent aus anderen ethnischen Gruppen; 0,4 Prozent stammten von zwei oder mehr Ethnien ab. Unabhängig von der ethnischen Zugehörigkeit waren 3,8 Prozent der Bevölkerung spanischer oder lateinamerikanischer Abstammung.
24,8 Prozent der Bevölkerung waren unter 18 Jahre alt, 63,9 Prozent waren zwischen 18 und 64 und 11,3 Prozent waren 65 Jahre oder älter. 48,1 Prozent der Bevölkerung waren weiblich.
Das mittlere jährliche Einkommen eines Haushalts lag bei 52.000 USD. Das Pro-Kopf-Einkommen betrug 27.445 USD. 5,4 Prozent der Einwohner lebten unterhalb der Armutsgrenze.

## Bekannte Bewohner
- George H. Brickner (1834–1904) – demokratischer Abgeordneter des US-Repräsentantenhauses (1889–1895) – lebte lange in Cascade